# Alto de Nique
De Alto de Nique is een berg die zowel in Zuid- als Midden-Amerika ligt. De berg heeft een hoogte van 1730 meter en ligt op de grens van Colombia en Panama. De Alto de Nique ligt in een extreem moeilijk begaanbaar gebied, de Darién, een regenwoud dat het grensgebied tussen Panama en Colombia vormt.